# Oskar Thyregod
Otto Oskar Thyregod (født 3. maj 1875 i Ans, død 27. august 1944 i København) var en dansk forfatter og bibliotekar. Han var søn af Christen Andersen Thyregod og far til tvillingerne Ib Thyregod og Any Thyregod 
Thyregod blev student 1894, tog 1900 magistergraden i litteraturhistorie; efter nogle års lærergerning ansattes han som bibliotekar i Industriforeningen, hvis store bibliotek Thyregod gav en tidsmæssig indretning. Ved siden af er Thyregod optrådt i litteraturen, dels med romaner, hvoraf de 
betydeligste er de to selvbiografiske Præstens Søn og De unge Aar, dels ved litteraturhistoriske skildringer, således den omfangsrige monografi af digteren Christian Hviid Bredahl (1918).